# La Matilla
La Matilla ist eine Gemeinde (municipio) in der spanischen Provinz Segovia. Sie liegt im Süden der Autonomen Region Kastilien und León, an der Nordwestabdachung der Sierra de Guadarrama. Sie hat 71 Einwohner (Stand: 2024). 

## Geographie
La Matilla liegt etwa 36 Kilometer nordöstlich vom Stadtzentrum von Segovia in einer Höhe von ca. 1080 m. 
La Matilla befindet sich innerhalb der Zone des kontinentalen mediterranen Klimas.

## Bevölkerungsentwicklung
| Jahr      | 1970 | 1981 | 1991 | 2001 | 2011 | 2021 |
| Einwohner | 216  | 148  | 138  | 110  | 103  | 82   |

## Sehenswürdigkeiten

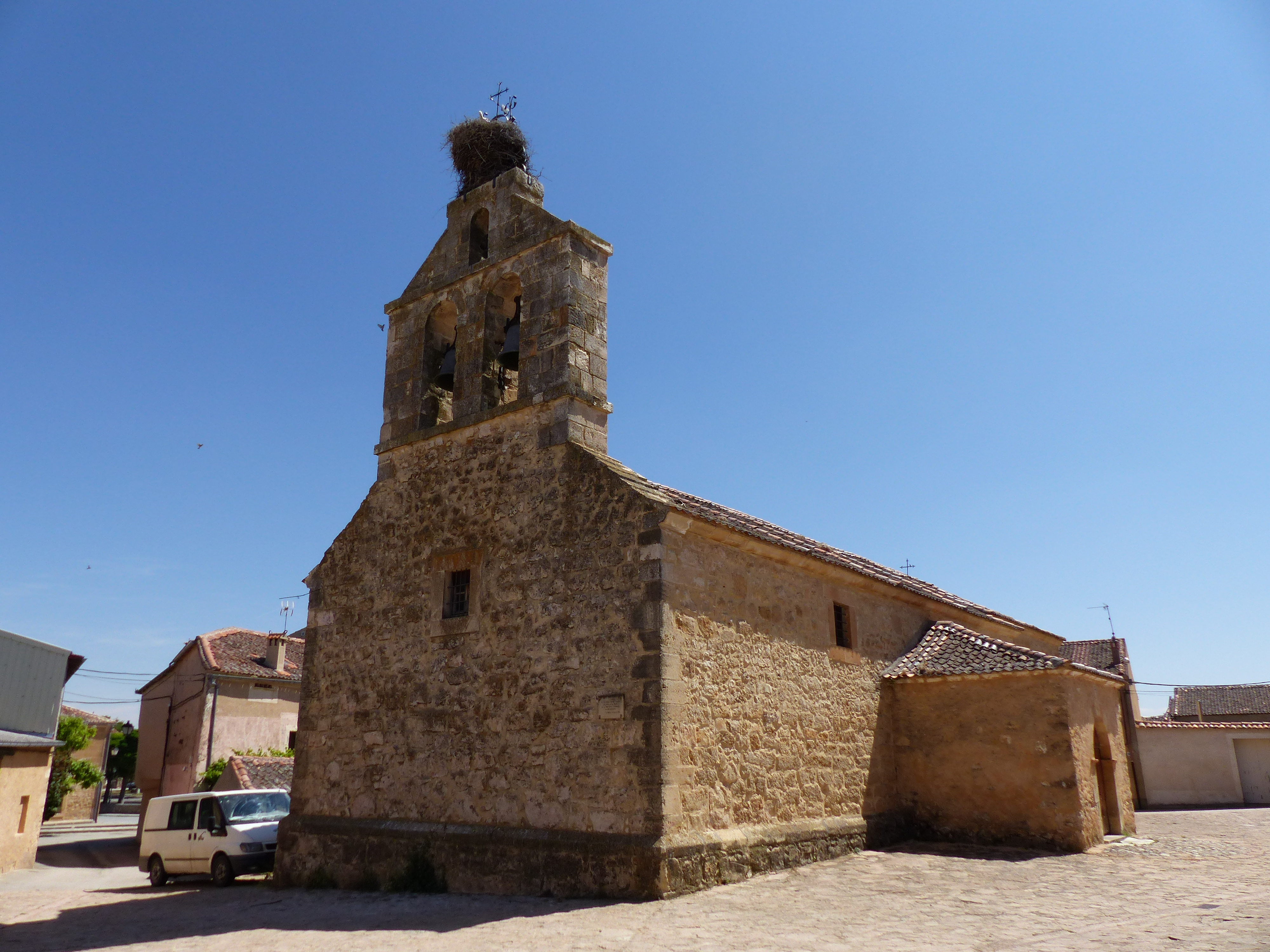
Kirche Mariä Himmelfahrt
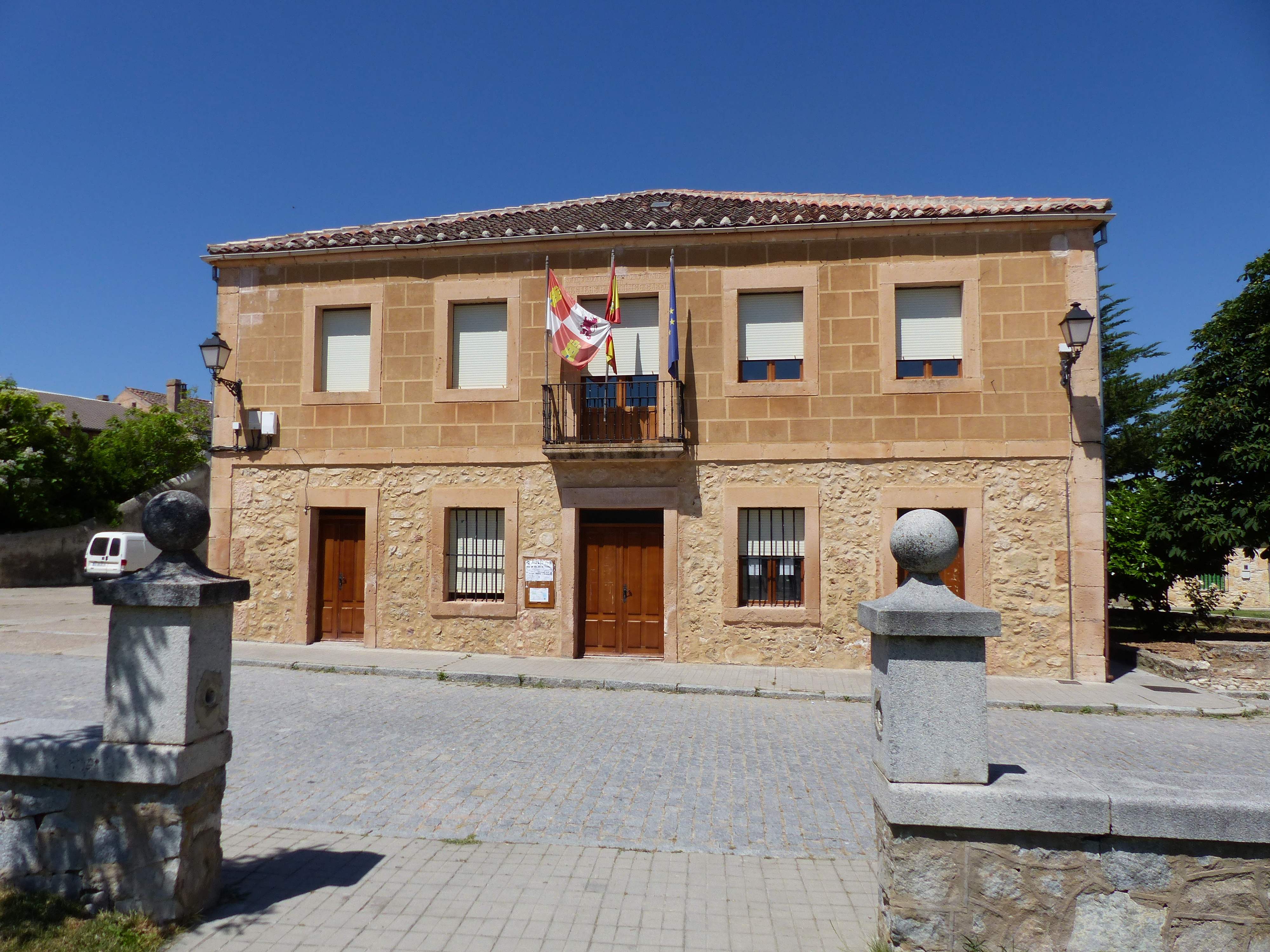
Rathaus

- Kirche Mariä Himmelfahrt
- Rathaus